# Alta Vista (Belize)
Alta Vista ist ein Ort im Stann Creek District von Belize. 2010 hatte der Ort 369 Einwohner.

## Geographie
Alta Vista liegt in den Ostausläufern der Maya Mountains. Im Süden des Ortes verläuft der North Stann Creek. In der Umgebung erstrecken sich Mayflower Bocawina National Park (Süden), Sittee River Forest Reserve (Südwesten) und Billy-Barquedier-Nationalpark und Manatee Forest Reserve (Nordwesten).
Die nächstgelegenen Orte sind Pomona im Osten (Mountain Valley Community) und Steadfast Community, sowie Valley Community im Westen.

## Wirtschaft und Infrastruktur
In der Umgebung von Alta Vista (im so genannten Stann Creek Valley) werden in großem Umfang Zitrusfrüchte angebaut und das Unternehmen Citrus Products of Belize betreibt eine Fabrik in Alta Vista. Das Werk wurde 1962 von dem kanadischen Unternehmen Salada Foods erbaut. 1969 übernahm Kellogg’s das Werk und 1979 Nestlé. 1990 verkaufte Nestlé das Werk an lokale Besitzer aus Belize, die BHI Company. 2002 übernahm die Citrus Growers Association wiederum die Fabrik. Das Unternehmen hatte bereits ein Werk in Pomona betrieben. Aus dem Zusammenschluss entstand das Unternehmen Citrus Products of Belize.

### Verkehr
Der Ort liegt am Hummingbird Highway, der im Nordwesten über Armenia nach Belmopan führt und im Südosten über Pomona und Hope Creek nach Dangriga.
Von 1908 bis 1937 gab es die Stann Creek Railway, welche von Dangriga bis Middlesex verlief und an Alta Vista vorbeiführte.